# Миколай Коперник
Микола́й Копе́рник (пол. Mikołaj Kopernik, німецька Nikolaus Kopernikus, лат. Nicolaus Copernicus Torinensis або Thorunensis або Torunensis; 19 лютого 1473, Торунь — 24 травня 1543, Фромборк) — польський астроном і математик, фізик, правник, дипломат, економіст, канонік та лікар.
Коперник найбільш відомий як творець геліоцентричної моделі Сонячної системи і є, ймовірно, першим геліоцентристом у Європі з часів Стародавньої Греції. Він є автором праці "Про обертання небесних сфер" (De revolutionibus orbium coelestium) де детально викладав своє бачення Всесвіту. Роботи Коперника – на відміну від попередніх концепцій Аристарха Самоського – були проривом і спровокували одну з найважливіших наукових революцій з давніх часів, яку називають Коперниковою революцією. З цієї причини геліоцентризм інколи називають коперніканством, а космологічний і філософський постулат про заперечення всякого геоцентризму та антропоцентризму – принципом Коперника.
Серед інших галузей також є досягнення. Зокрема, в економіці Коперник сформулював кількісну теорію грошей і закон Коперника-Грешема. У площинній геометрії він популяризував Пару Тусі (М. Коперник використовував цей механізм у своїх астрономічних роботах), хоча він не є її першим автором. Коперник також був перекладачем візантійського письменника Теофілакта Сімокатти на латинську мову, автором латинської поеми Septem Sidera (Сім зірок), карт Вармії та інших областей Пруссії. Астрономічна робота Коперника також була пов'язана з переглядом фізики Арістотеля, яка була частиною його філософської системи. Таким чином вчений відкрив шлях до сучасного наукового методу та класичної механіки, заснованої на ньому.
Коперник займав кілька адміністративних посад:
- генеральний адміністратор Вармінського єпископства після смерті єпископа Фабіана Лузянського
- Вармінський комісар (1521)
- канцлер Вармінської кафедральної капітули (1511–1513, 1520, 1524–1525, 1529)
- опікун капітульного столу (1526–1532)

- завідувач провізійною конторою (1513)
- канонік Вармінської кафедральної капітули (з 1497 р.)
- Схоластик Вроцлавського колегіату Святого Хреста і св. Варфоломія (1503–1538)

## Біографія
Народився у місті Торунь (пол. Toruń, нім. Thorn, Куявія). Більшість дослідників життя Коперника вважає, що його прізвище походить від місцевої назви рудокопів, копачів, котрі видобували мідь — звідси й copper-mining. Є й інше трактування походження прізвища «Коперник» — від назви рослини кріп, яку в цій місцевості масово вирощують і називають «koperek» або «kopernik».

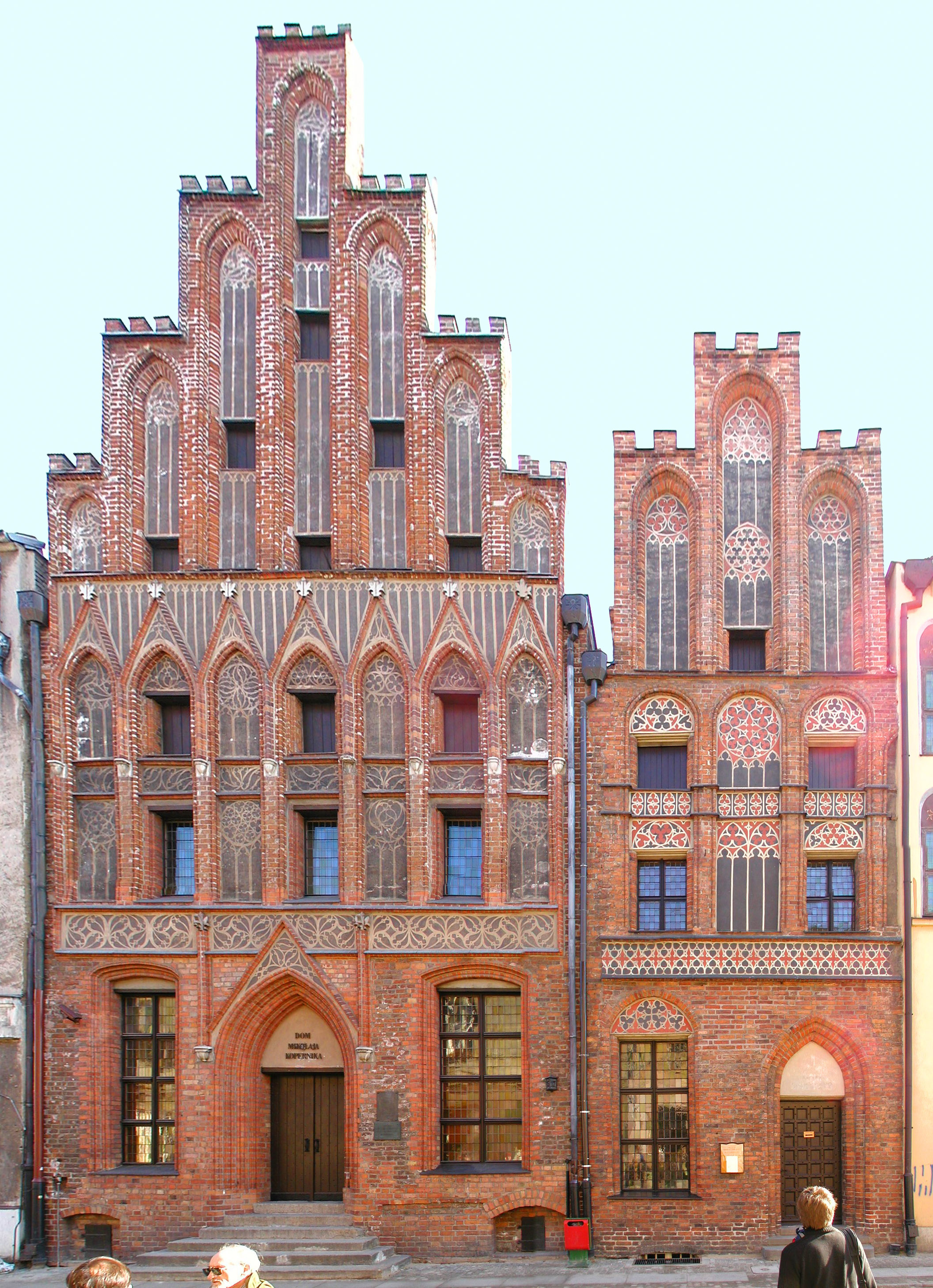
Батьківський дім у Торуні, де народився Коперник (1473)

Сам Коперник не надавав великого значення граматиці і орфографії написанню свого імені та прізвища через тогочасні суспільні звичаї і неустановлені форми написання. Прізвище «Коперник» вперше з'явилося у Сілезії в ХІІІ столітті і писалося по-різному латиною в місцевих документах. Саме 1480 року в торунських книгах вперше трапляється ім'я та прізвище його батька як Ніклас Коппернік (Niclas Koppernigk). Натомість у Краківських купецьких книгах він підписувався як Ніколаус Ніколай з Торуня (Nicolaus Nicolai de Torunia). А вже 1496 року в Болоньї він, вступаючи до колегіуму, поставив такий підпис: Домінус Ніколаус Копперлінк де Торн — IX грошен (Dominus Nicolaus Kopperlingk de Thorn — IX Groschen). У перекладі українською мовою це означає «пан Ніколаус Копперлінк з Торуня — 9 грошів».
У Падуї Коперник підписався Ніколаус Копернік (Nicolaus Copernik), пізніше — Коппернікус (Coppernicus), натомість на автопортреті, копія якого зараз міститься в Ягеллонському університеті, стоїть автограф вченого — Н. Копернік (N. Copernic). Свої астрономічні праці він підписував іменем Коппернікус (Coppernicus), з двома «п» (так само і в 23 документах з 31 збереженого). А вже пізніше він уживав тільки одне «п», і на титульному аркуші його праці «De revolutionibus, Rheticus» опубліковано ім'я (у родовому відмінку) Ніколай Копернік (Nicolai Copernici). Очевидно, на ці всі варіанти його прізвища мали вплив французька, італійська й латинська мови. Польська мова тоді ще не постала як національна.

### Ранні роки й родина

#### Родина батька
Батька та його родину дослідники вважають уродженцями одного з сіл на півдні Сілезії, поблизу містечка Ниса (нім. Neiße). Це село називали з різними мовними варіаціями, — Коперник, (Kopernik, Köppernig, Köppernick), і нині воно має схожу назву — Коперники (Koperniki). У XIV столітті члени родини почали роз'їжджатися: спочатку — по різних сілезьких містечках (Зомбковіце, Ниса, Вроцлав, Зґожелець). У тодішній столиці Польщі — Кракові — вони з'явилися 1367 року, в Торуні — у 1400, у Львові — 1439 року. Таким чином Коперників батько, теж Ніклас Коперник (ймовірно, син Йогана Коперника), потрапив до Кракова, де представники роду наприкінці XIV ст. отримали міські права.
Батько фігурував у торговельних книгах як заможний католицький купець, що продавав мідь — переважно в тодішньому Данцигу (теперішній Гданськ). Він переїхав з Кракова до Торуня близько 1458 року, щоб бути якнайближче до ринків збуту міді та на перетині торговельних шляхів і доступної для перевезень річки Вісла. По приїзді до Торуня купця Ніколаса захопила політика, тому що Сілезія та Торунь були втягнуті у 13-літню війну (1454—1466), де з одного боку була Прусська конфедерація (складалася з союзу прусських міст — їх дворянства і духовенства), а з іншого боку — Тевтонський орден, який володів тоді тим пруссько-сілезьким регіоном. Безпосередньо завдяки сприянню Королівства Польського пруссам удалося домогтися визволення, й вони перейшли під опіку Польщі — суттєву роль у вдалих перемовинах відіграв саме Ніклас. Зокрема, у серпні 1454 батько був посередником між кардиналом Збігневом Олесніцьким та великим прусськими містами у справі сплати позики на проведення війни. Але часті мандрівки, роз'їзди, фінансово-політичні проблеми — остаточно підірвали здоров'я Коперника-старшого.
Ніколас Коперник-старший одружився з 20-літньою пруссачкою Барбарою Ватценроде (Barbara Watzenrode), будучи вже досить зрілим (близько 35 років), між 1461 і 1464 роками. І майже через 20 років, між 1483 і 1485 роками, він помер. Після його смерті опікуватися молодшим із Коперників узявся брат Барбари — Лукас Ватценроде-молодший (Lucas Watzenrode 1447—1512), котрий замінив хлопцеві батька, дав йому високу освіту та просував по службі.

#### Родина матері

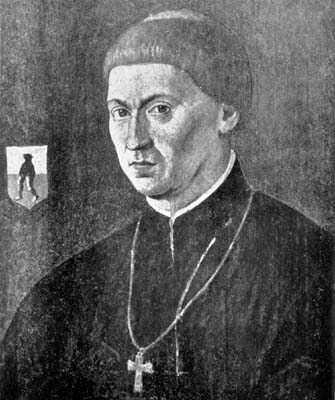
Дядько Коперника по материнській лінії, Лукас Ватценроде Молодший

Мати науковця — Барбара Ватценроде (нім. Barbara Watzenrode), донька багатого купця і лавника з Торуня Лукаса Ватценроде та його дружини Катаріни (вдови Яна Пецкау), згадуваної в інших джерелах як Катажина Рюдігер генте Модлібог (померла в 1476 р.).
Рід Ватценроде, як і рід Коперників, походив із Сілезії з околиць Свідниці, але після 1360 р. вони оселились в Торуні, де незабаром стали однією з найбагатших і найвпливовіших патриціанських родин. Завдяки широким сімейним зв’язкам Ватценродів Коперник був пов’язаний із заможними сім’ями з різних міст (Торунь, Гданськ і Ельблонг), а також із відомими польськими дворянськими родинами Пруссії: Чапськими, Дзялинськими, Конопацькими та Косьцелецькими.
У Лукаса та Кетрін було троє дітей: Лукас Ватценроде Молодший (1447–1512), який став єпископом Вармії; Барбара, мати Коперника (померла після 1495 р.); Христина (померла до 1502 р.), яка в 1459 р. вийшла заміж за торунського купця і мера Тідемана фон Аллена. Сам Коперник мав брата та сестер:
- Андреас, помер до 30 березня 1519 р. через невизначену хворобу, від якої довгий час потерпав, правдоподібно, в Італії, канонік у Вармії[29];
- Барбара (названа на честь матері, померла після 1517 р.), що пішла у бенедиктинський монастир, наприкінці життя була пріоркою кляштору в Хелмно;
- Катаріна, вийшла заміж за торунського купця та лавника Бартоломея Гертнера, з яким мала 5 дітей.

Миколай Коперник не мав дітей, але був дуже прив'язаний до своїх небожів, піклувався про них до кінця життя.
Коли малому Ніколасу було 10 років, помер його батько, і турботу про виховання сироти взяв на себе його дядько, єпископ Вармійський Лукас Ватценроде молодший (нім. Lukas Watzenrode, 1447−1512).

### Юнацтво та навчання
Немає збережених первинних документів про ранні роки дитинства та навчання Коперника. Біографи припускають, що Ватценроде спочатку відправив юного Коперніка до школи Св. Іоанна в Торуні, де він сам був учителем.  Пізніше, хлопець навчався в кафедральній школі у Влоцлавеку, вгору по Віслі від Торуня, яка готувала учнів до вступу до Краківського університету.

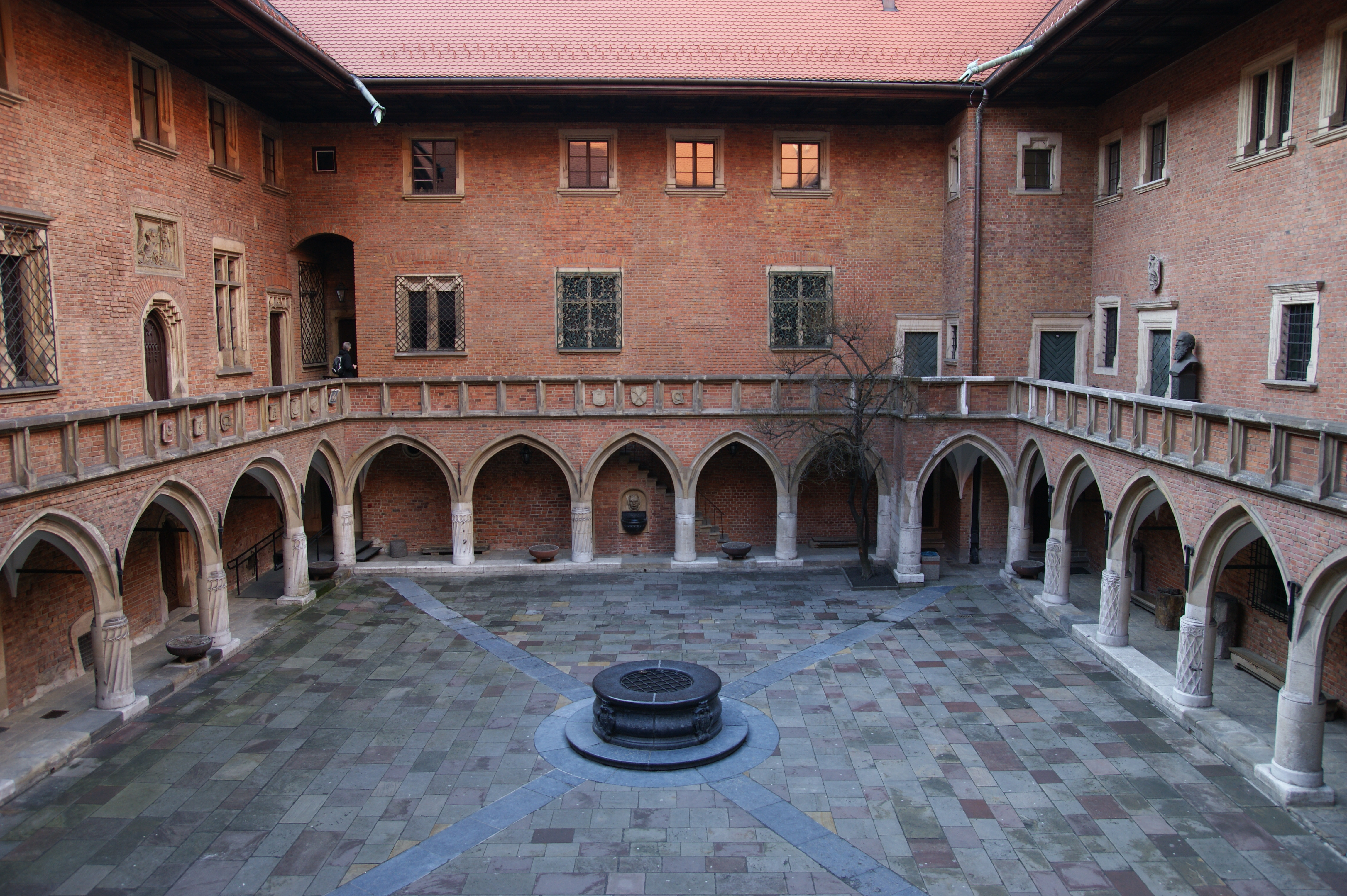
Краківський університет

1491 р. — вступив до Краківського університету, де вивчав математику, медицину і богослов'я. Уже тоді його найбільшу увагу і зацікавленість привернула астрономія, яку в Краківському університеті викладав відомий український науковець — Юрій Котермак-Дрогобич.
Навчання Коперника в Кракові дало йому ґрунтовну підготовку в галузі математичної астрономії, яку викладали в університеті (вона складалась з арифметики, геометрії, геометричної оптики, космографії, теоретичної та обчислювальної астрономії), а також хороше знання філософських і природничих праць Аристотеля Про небо, Метафізика) і Аверроеса, що стимулювало його інтерес до навчання та знайомства з гуманістичною культурою. Коперник розширив знання, отримані в університетських аудиторіях, самостійним читанням книг, які він набув у краківські роки (Евклід, Халі Абенрагель, Альфонсові таблиці, «Tabulae directionum» Йоганнеса Реґіомонтан). До цього періоду, ймовірно, також відносяться його перші наукові нотатки, що частково зберігаються в Уппсальському університеті. У Кракові Коперник почав збирати велику бібліотеку, яка зараз зберігається в бібліотеці Уппсальського університету.
Закінчивши університет (1494) Коперник не отримав наукового ступеня. Ймовірно, восени 1495 р. подався до двору свого дядька, який намагався допомогти йому стати вармійським каноніком після смерті Йогана (Яна) Чанова. З невідомих причин (можливо, через спротив частини капітули, яка подала апеляцію до Риму), це призначення не відбулося. Тому Лукас Ватценроде молодший відправив обидвох племінників на подальші студії до Італії.
Ніколас готувався піти стопами свого дядька — стати священиком. Задля цього всередині 1496 року виїхав до Італії, можливо, в «оршаку» канцлера капітули, а наприкінці 1496 року прибув до Італії. Через кілька місяців (після 6 січня 1497) записався навчатись до (Болонського університету) правників, де вказав себе у «альбомі німецької нації». Крім теології, вивчав також світські науки — право, давні мови, математику і свою улюблену астрономію.
1500 р.— покинув Болонью і переїхав до Риму. Згодом на якийсь час навідався на батьківщину, але знову відʼїхав на навчання до Італії — цього разу до Падуанського університету, де вивчав переважно медицину. У 1503 році завершив студії, склавши у Феррарі іспити і здобувши диплом та науковий ступінь доктора канонічного права. Того ж року повернувся на батьківщину.

### Карʼєра у Польщі

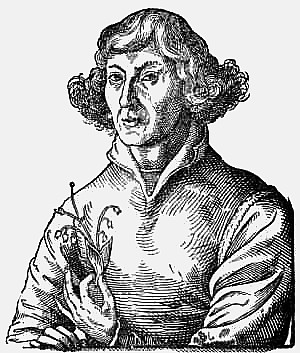
Портрет Коперника з лікарською рослиною

1507  р.— став секретарем, особистим лікарем і довіреною особою свого вуя — єпископа Лукаса Ватценроде, а 1510 року — каноніком Вармійської дієцезії. Ці роки (до 1512) Коперник жив у єпископському за́мку свого дядька, Лідзбарку-Вармінському, де продовжив свої астрономічні дослідження, одночасно викладаючи у Кракові.
1512 — помер дядько по матері, єпископ Лукас. Коперник переїхав до Фромборка, де служив каноніком, проводячи далі свої дослідження. Тут же він почав писати свій magnum opus про нову модель будови всесвіту, задум та ідеї якої визрівали, ймовірно, ще на початку 1500-х років під назвою «Про обертання небесних сфер».
Наполегливо працював над трактатом, ретельно перевіряючи кожний розрахунок. Чутки про його працю та ідеї почали поширюватися по всій Європі. Папа Лев X запросив Коперника взяти участь у підготовці календарної реформи (1514), але науковець відмовився (саму́ реформу здійснено лише 1582 року).
Католицька церква, яка в той час найбільше переймалася боротьбою з Реформацією, спочатку поставилася поблажливо до діяльності Коперника, але провідники протестантизму (Мартін Лютер і Філіп Меланхтон), перебуваючи в Німеччині, локально ближче до Коперника (а отже, до джерел чуток про нову Коперникову астрономію), відразу сприйняли її вороже.
Крім теоретичних досліджень, до заслуг Коперника в цей час належать проектування і будівництво гідравлічної машини у Фромборку, що постачала в будинки воду, а також запуск польського монетного двору. Крім того, Коперник вів постійну лікарську практику, зокрема боровся з епідемією 1519 року.
Коперник також брав активну участь у боротьбі з Тевтонським орденом — під час польсько-тевтонської війни (1520-22) він організував успішну оборону дієцезії від тевтонців, а згодом (1524) брав участь у мирних переговорах, наслідком яких стало проголошення території Тевтонського ордену секуляризованим Прусським герцогством у васальній залежності від Польського королівства.
У 1526 році вперше сформулював закон обігу грошей, надалі названий «Законом Коперніка-Грешема».

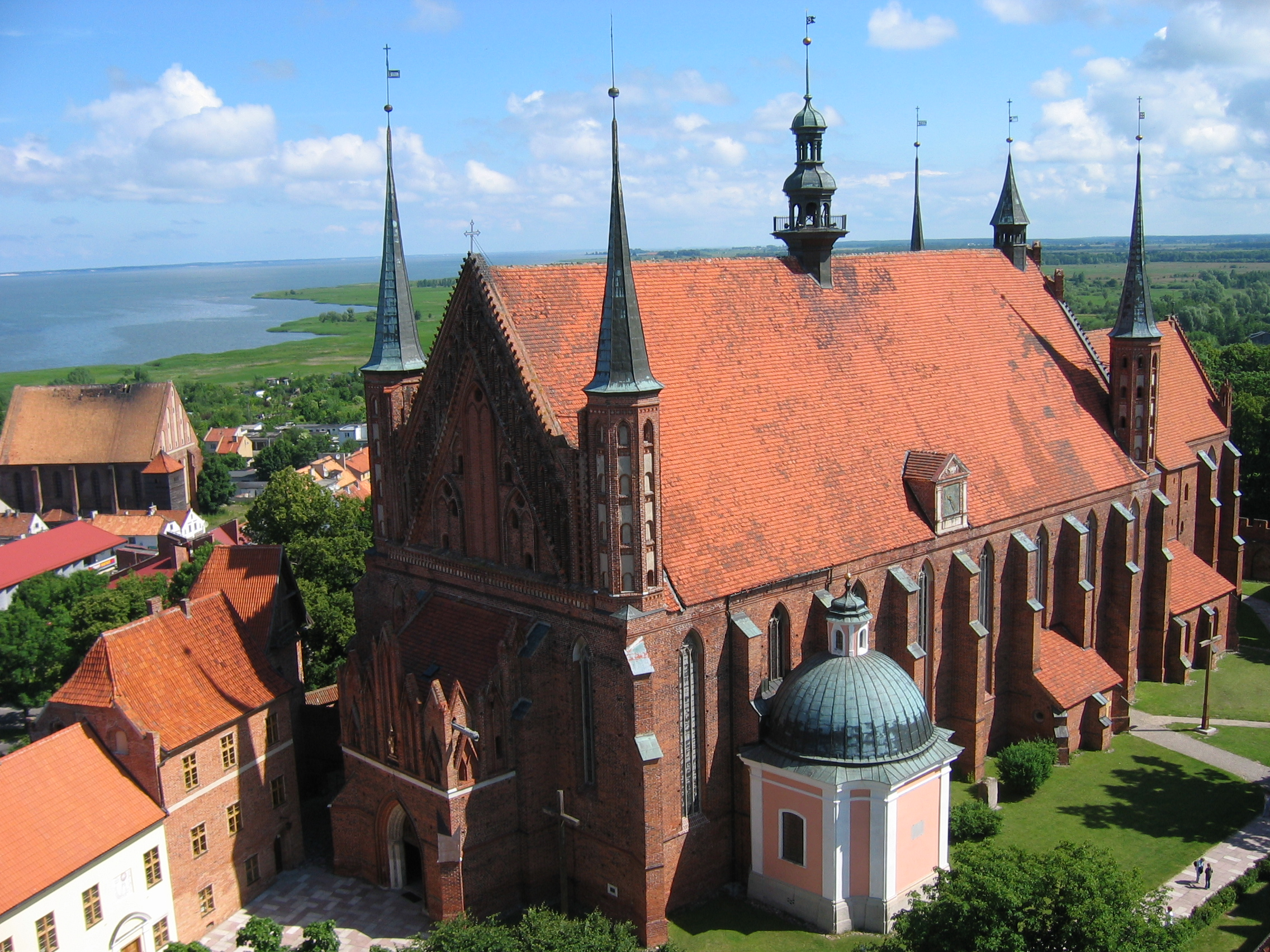
Катедра у Фромборку, місце поховання Коперника

### Останні роки життя
З 1531 року Коперник майже не брав участі у громадському житті (виняток — безкоштовна медична допомога), цілковито присвятивши себе роботі над книгою. Його вірним помічником і асистентом у цей час був його учень Георг Йоахім Ретік, якого за пропагування вчення Коперника позбавили професорської кафедри. Ще до видання трактату, яке було кінцевою метою, Коперник поширив серед знайомих короткий виклад своєї праці, відомий як «Малий коментар» (лат. Commentariolus).
У 1542 році стан здоров'я науковця різко погіршився — його розбив параліч як наслідок інсульту. 24 травня 1543 року Миколай Коперник помер у віці 70 років. Згідно з легендою, коли у Нюрнберзі було нарешті видрукувано «Про обертання небесних сфер», кур'єр довіз науковцю до Фромберка перший примірник книги якраз у день його смерті. Той пригорнув книгу до грудей та полегшено вдихнувши, помер. Проте були й інші версії подій. Рідні, отримавши книгу, до останніх хвилин не хотіли показувати книгу автору, тому що редактор видання в самовільно написаній передмові назвав нову теорію абстрактною гіпотезою, яку «не слід вважати ні істинною, ні вірогідною», що докорінно суперечило поглядам Коперника.
Місце поховання Коперника довгий час було невідомим, але 2008 року з допомогою аналізу ДНК вдалося з'ясувати, що вчений похований у Базиліці Внебовзяття Пресвятої Діви Марії та святого Андрія в місті Фромборку (Польща).

### Розшуки труни та перепоховання
Наприкінці 2008 року польські науковці оголосили про вирішення суперечки, яка тривала не одне століття: де ж похований Миколай Коперник. Місце його поховання тривалий час залишалося за́гадкою та предметом наукових суперечок (ученого поховали без зайвого розголосу у Фромборку). Лише 2005 року польські фахівці під керівництвом професора Єжи Ґонссовського натрапили на ймовірну труну Коперника в одному з бічних вівтарів собору у Фромборку.
Згодом шведські вчені порівняли зразки ДНК, отримані з кісток, зі зразками волосся астронома, знайденого в одній старовинній книзі, яка належала йому (тепер ця цінність зберігається в бібліотеці шведського Уппсальського університету). Результати останнього аналізу дали підставу з високим ступенем імовірності стверджувати, що могилу Коперника справді знайдено.
22 травня 2010 року відбулася урочиста церемонія перепоховання останків Миколая Коперника, яку провів примас Польщі, архієпископ Ґнєзненський Юзеф Ковальчик. По панахиді й літургії прах ученого знову поховали під вівтарем Святого Хреста собору у Фромборку, де його рештки були знайдені під час розкопок у 2005 році.

### Особисте життя
Миколу Коперника підозрювали в конкубінаті із Анною Шиллінг. Розповіді його сучасників показують, що він був дуже відданий їй і що їх пов'язувала не просто дружба. Приблизно 1 грудня 1538 року єпископ Вармії Ян Дантишек написав каноніку Фромборка Феліксу Райху з проханням публічно засудити Коперника за його стосунки з цією жінкою. Лист Райха до єпископа від 23 січня 1539 року показує, що канонік не хотів створювати проблеми своєму другові, адже він стверджував, що не помітив жодної неналежної поведінки з їхнього боку.
Ян Дантишек кілька разів писав Копернику, щоб той вигнав жінку з дому, але астроном відкладав це рішення, пояснюючи це труднощами з пошуком для неї нового місця. Нарешті в січні 1539 р. Анна Шиллінг залишила Фромборк і переїхала до Гданська.

## Наукова діяльність Коперника та її значення

### Астрономія

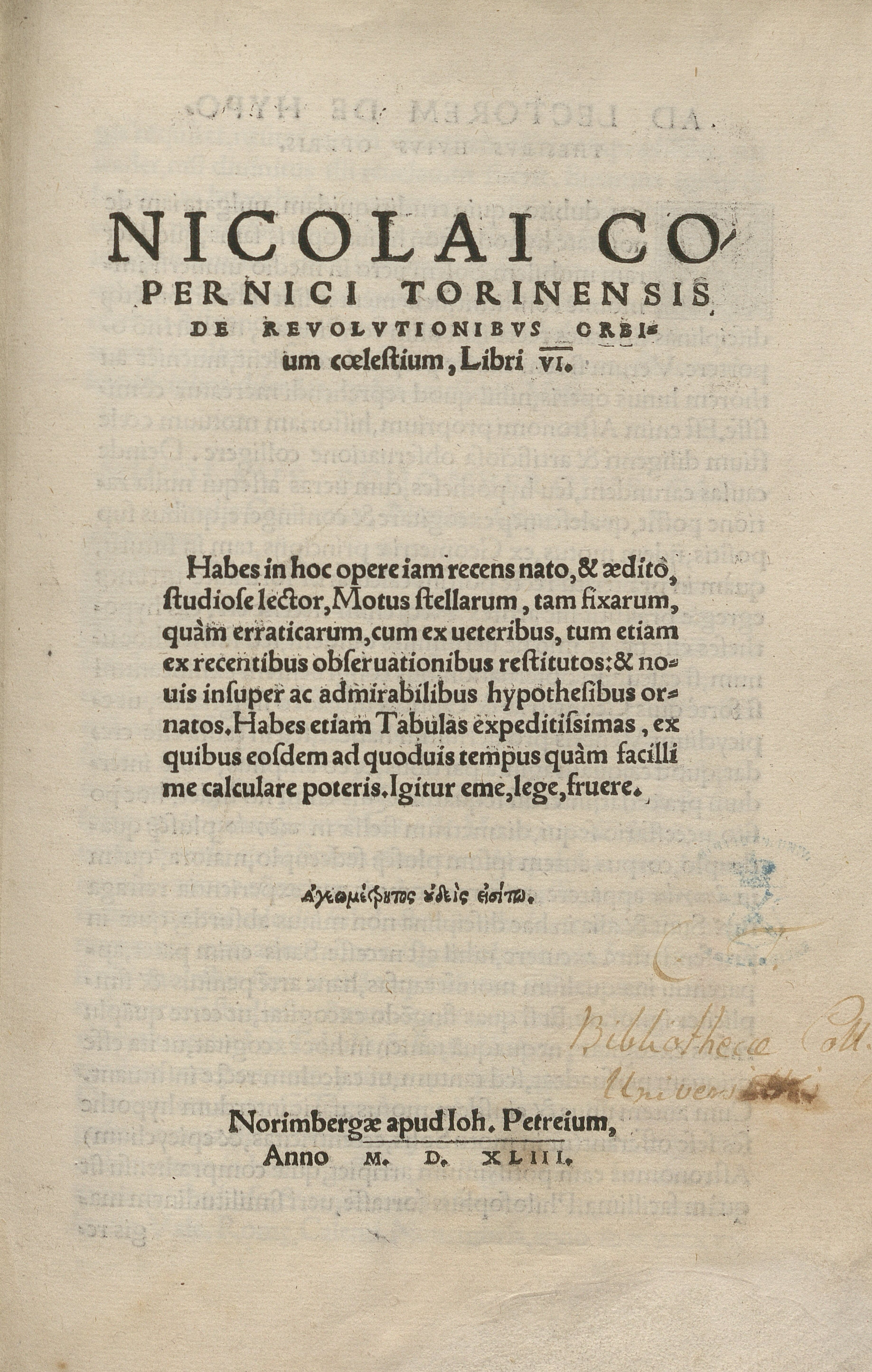
Титульна сторінка «De revolutionibus orbium coelestium»

Свою найголовнішу працю, базовану на узагальненні власних тривалих спостережень і підрахунків, «Про обертання небесних сфер» (лат. De revolutionibus orbium coelestium) Коперник опублікував після довгих сумнівів у рік своєї смерті (1543).У цій роботі науковець постулював зовсім нове розуміння місця Землі і, разом з тим, людини у Всесвіті, виступивши творцем геліоцентричної теорії світу.

Стара геоцентрична теорія облаштування всесвіту, яку сформулював грецький астроном Клавдій Птолемей у ІІ столітті, розглядала Землю як центр світобудови і була панівною серед учених і теологів. 

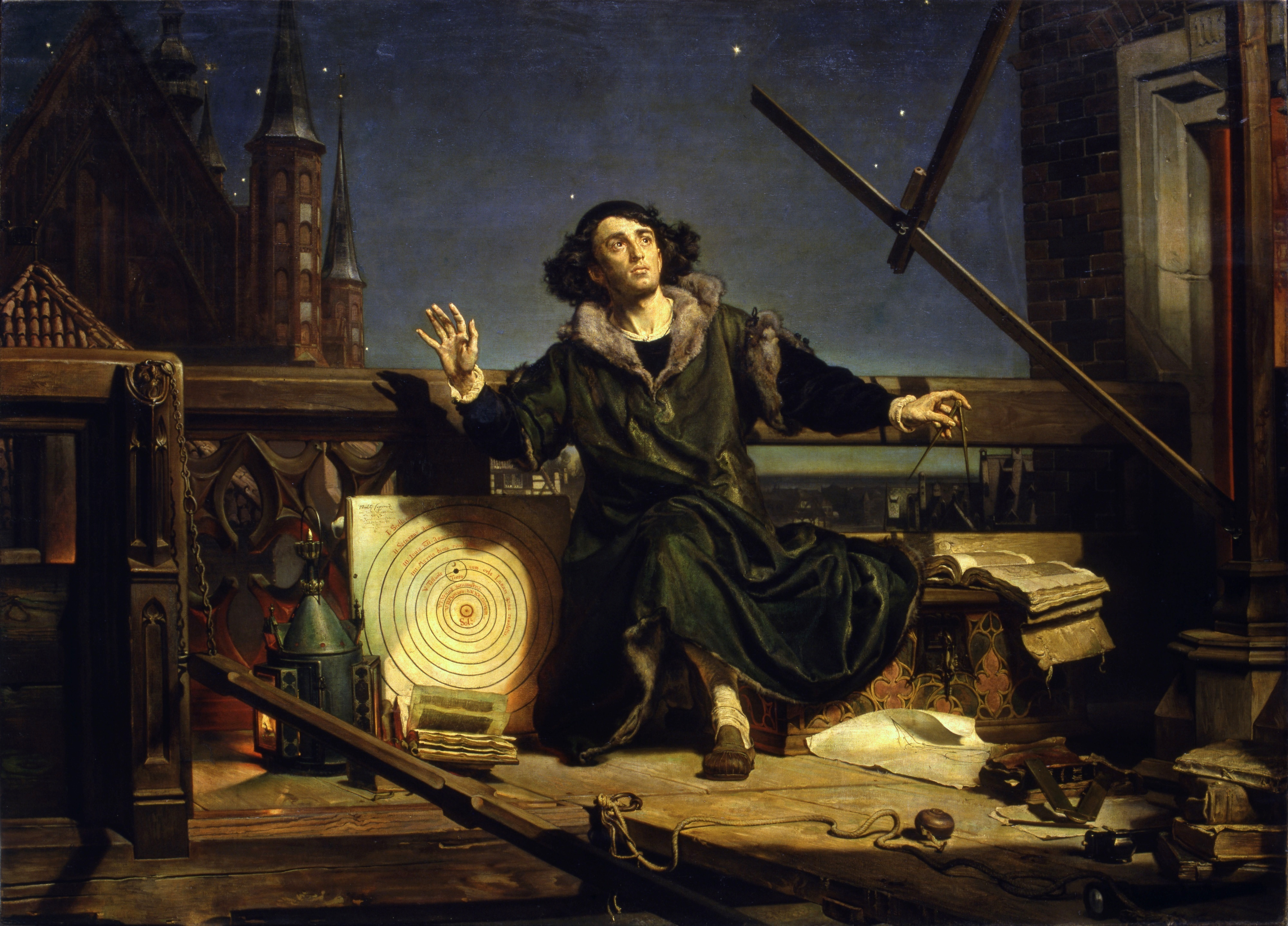
«Астроном Коперник, або Розмова з Богом», картина Я.Матейка, 1872

Довга затримка з публікацією його книги не пов'язана, як це часом стверджується, з побоюваннями переслідувань з боку Церкви, тому що єпископ Гідеман Ґізе, кардинал Миколай Шенберґ, як і учень Георг Йоахім Ретік, давно були знайомі з його теорією і наполягали на публікації книги. Сумніви Коперника були пов'язані з інтуїтивними відчуттями деяких хиб його теорії, переобтяженої зайвими подробицями. Книга Коперника латиною вийшла накладом 1000 примірників у Нюрнберзі з анонімною передмовою, складеною, найімовірніше, без відома Коперника, де викладені теорії оголошено суто математичними гіпотезами, зручними для обчислень. Згодом трактат перевидано у Базелі (1566). У 1616 році Ватикан вніс книгу Коперника у перелік заборонених, в якому вона значилась до 1828 року. Це не завадило її перевиданню у 1617 році в Амстердамі та всім дальшим передрукуванням.
Кілька розділів «Про колові рухи…» присвячено питанням плоскої і сферичної тригонометрії.
«Малий Коментар» узагальнив його геліоцентричну теорію. У ньому були перелічені твердження, на яких базувалася теорія, а саме: 
1. Не існує єдиного центру всіх небесних кіл або сфер.ʼ
2. Центр Землі не є центром Всесвіту, а лише центром, до якого рухаються важкі тіла, і центром місячної сфери.
3. Усі сфери оточують Сонце так, ніби воно перебуває у центрі всіх, і тому центр Всесвіту знаходиться поблизу Сонця.
4. Відношення відстані Землі від Сонця до висоти небозводу (зовнішньої небесної сфери, що містить зірки) настільки менше, ніж відношення радіуса Землі до її відстані від Сонця, що відстань від Землі до Сонця непомітна в порівнянні з висотою небозводу.
5. Будь-який рух, який з'являється на небозводі, виникає не від руху небозводу, а від руху землі. Земля разом із навколишніми елементами здійснює повний оберт навколо своїх фіксованих полюсів у щоденному русі, тоді як небесна твердь і найвище небо залишаються незмінними.
6. Те, що здається нам рухом Сонця, виникає не від його руху, а від руху Землі та нашої сфери, завдяки якій ми обертаємося навколо Сонця, як будь-яка інша планета. Отже, Земля має більше ніж один рух.
7. Очевидний ретроградний і прямий рух планет виникає не через їх рух, а через рух Землі. Отже, лише руху Землі достатньо, щоб пояснити стільки очевидних нерівностей на небі.

### Економіка
Миколай Коперник написав першу частину Трактату про карбування монет (Monetae cudendae ratio), а згодом і другу частину, які презентував на конгресі станів Королівської Пруссії в Ґрудзьондзі (початок 17 березня 1522 р.). У своїй промові він закликав до уніфікації грошової системи, зберігаючи при цьому шеляг як валюту та встановлюючи фіксоване співвідношення шеляга до гроша (60 шелягів мали дорівнювати 20 грошам). Через кілька місяців Ґданський монетний двір почав карбувати нову монету, але через протести шляхти король припинив випуск.
Після Прусського омажу Пруссія втратила право карбувати власні монети. У липні 1526 р. було вирішено, що буде введена нова монета із зображенням царя. Королівський едикт, виданий 8 травня 1528 року, наказав карбувати нову монету відповідно до постулатів Коперника (закон Коперника–Грешема). Економічна система, яку пізніше назвали монетарною політикою, згодом отримала ще більший розвиток.

### Медицина
Микола Коперник був практикуючим лікарем. Хоч він провів більшу частину свого життя, призначаючи багатокомпонентні ліки (що містили, серед іншого, мінерали, «ріг єдинорога», трави та смоли, адже це було характерно для того часу), він мав певні досягнення в галузі профілактичної медицини. У 1519 році під час епідемії невизначеної інфекційної хвороби з його ініціативи був побудований трубопровід, завдяки якому населення Вармії та Помор'я забезпечувалося прісною водою.

### Значення наукової спадщини
Створення геліоцентричної системи світу стало революційним переворотом у науці. Вчення Коперника науково спростовувало міф про Землю як центр Всесвіту, утверджувало однакову матеріальну природу небесних і земних тіл, їх підпорядкованість єдиним законам, прокладало шлях до наукових відкриттів не лише сонячного, а й багатьох інших світів, аж до ідеї про безкінечність Всесвіту.
Ідеї Коперника позитивно сприйняли вже його сучасники. Надалі геліоцентрична теорія світобудови набула розвитку і коригування в роботах Галілео Галілея, Йоганна Кеплера, Ісаака Ньютона та інших.
Видатними українськими пропагандистами ідей Коперника були Єпіфаній Славинецький, Феофан Прокопович тощо. Діяльність видатного українського мислителя Григорія Сковороди сприяла утвердженню ідей Коперника в науці і передовій філософській думці.

## Вшанування
- Своїм його вважають як німці, так і поляки, хоча він ще за життя переріс державні кордони й національну ідентичність.
- Міжнародний союз чистої та прикладної хімії (IUPAC) затвердив запропоновану в липні 2009 року співробітниками німецького Інституту важких йонів у Дармштадті офіційну назву для 112-го елемента таблиці Менделєєва — коперницій (Copernicium — Cn)[46].
- На честь М. Коперника названо:
  - два кратери — місячний та марсіанський.
  - астероїд головного поясу 1322 Коперник.
  - вулиці і площі у багатьох містах світу, названі на честь видатного польсько-німецького астронома і математика, зокрема, в Україні — у Києві[47], Львові, Івано-Франківську, Рівному, Тернополі, Костополі і Здолбунові (обидва на Рівненщині), Кадіївці (Луганщина), Мукачевому (Закарпаття), Самборі (Львівщина) та Стрию (Львівщина).
  - Центр науки у Варшаві.
  - бразильський рід пальм (Copernicia)[48].

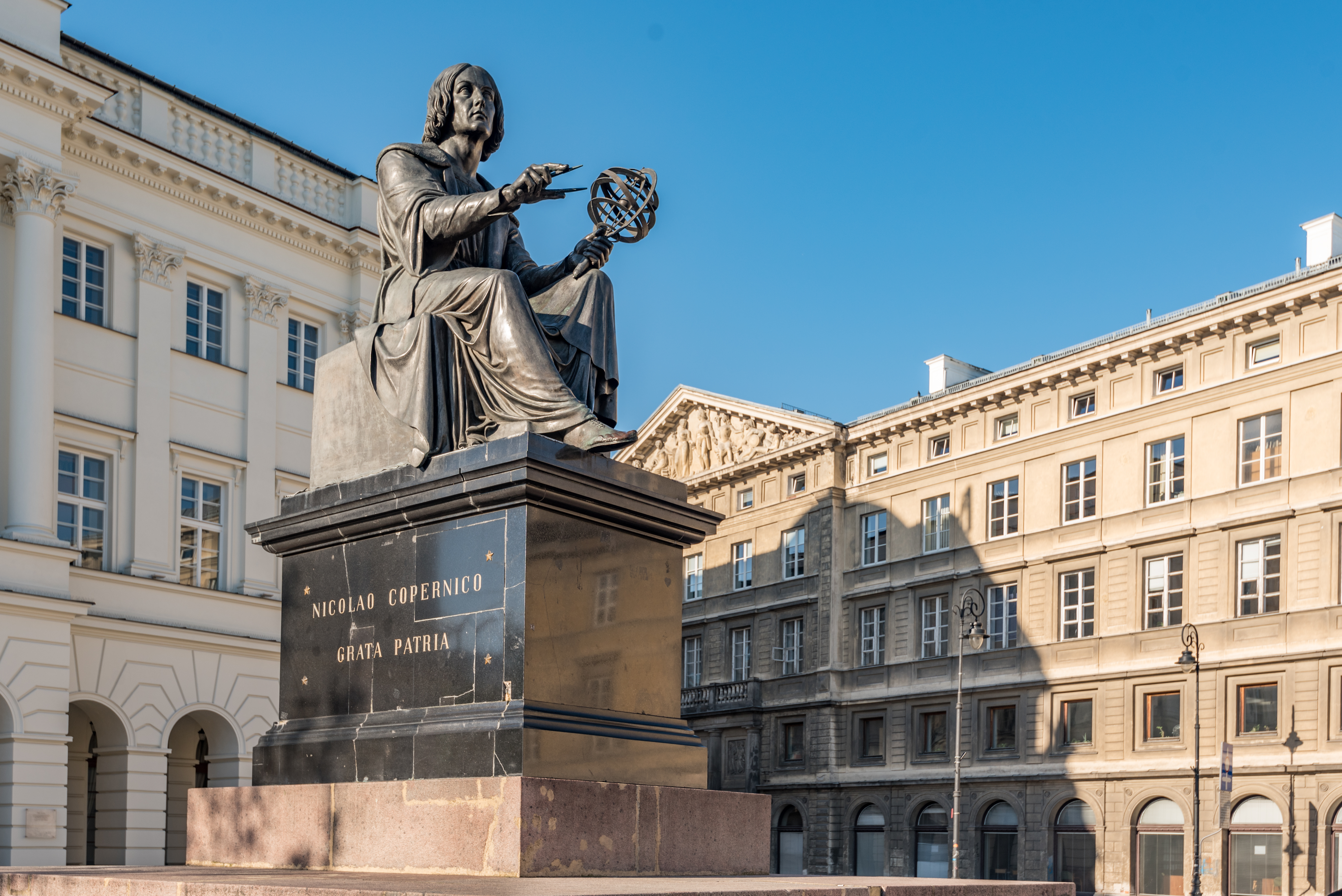
Монументи М. Копернику встановлено у Варшаві, Кракові, Торуні, Реґенсбурзі, Ольштині, Вроцлаві тощо. Ім'я Миколи Коперника має Торунський університет (відкритий у 1945 році). У Торуні та Фромборку діють музеї М. Коперника.  - Пам'ятник у Варшаві роботи Торвальдсена
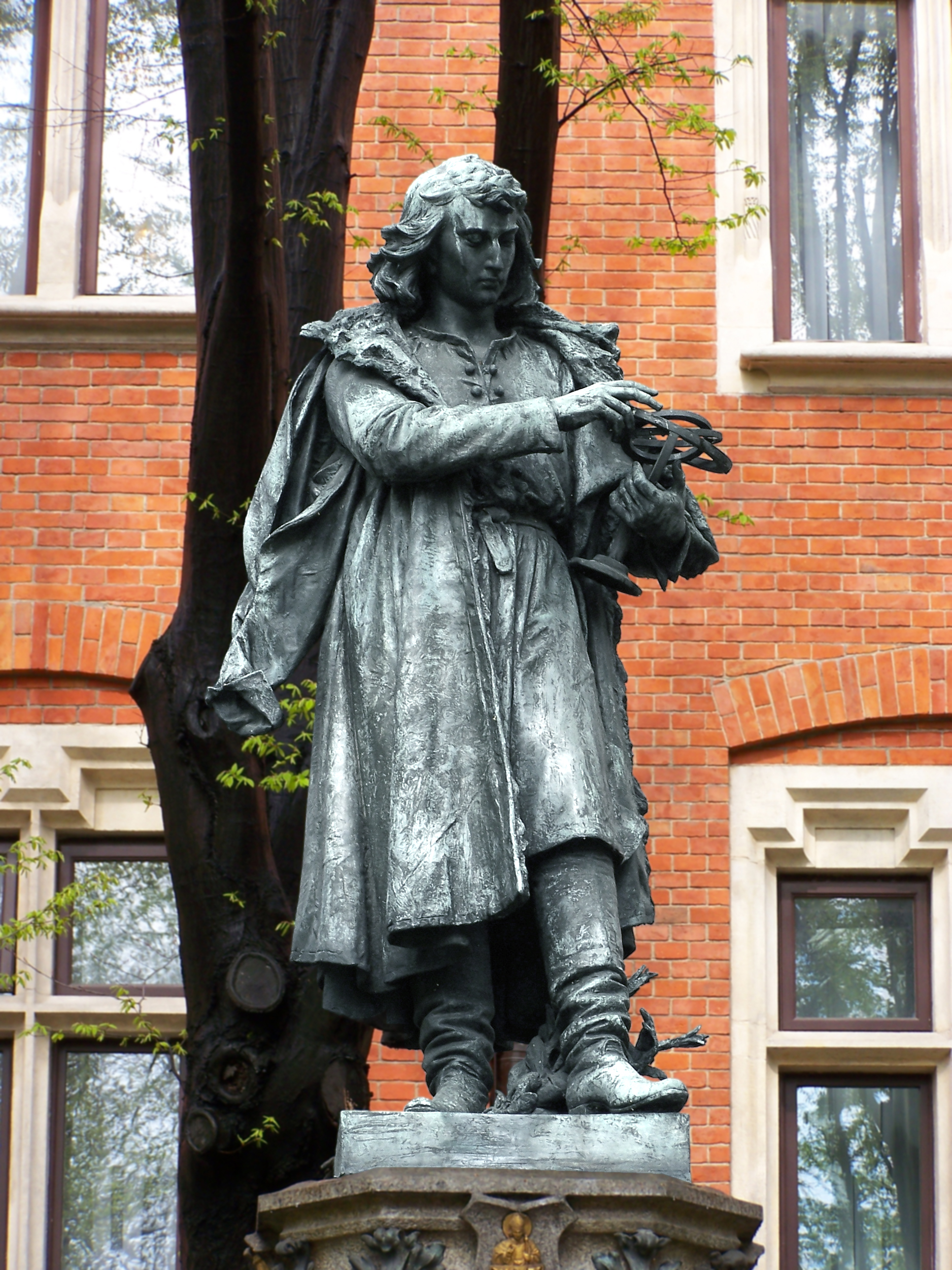
Пам'ятник у Кракові
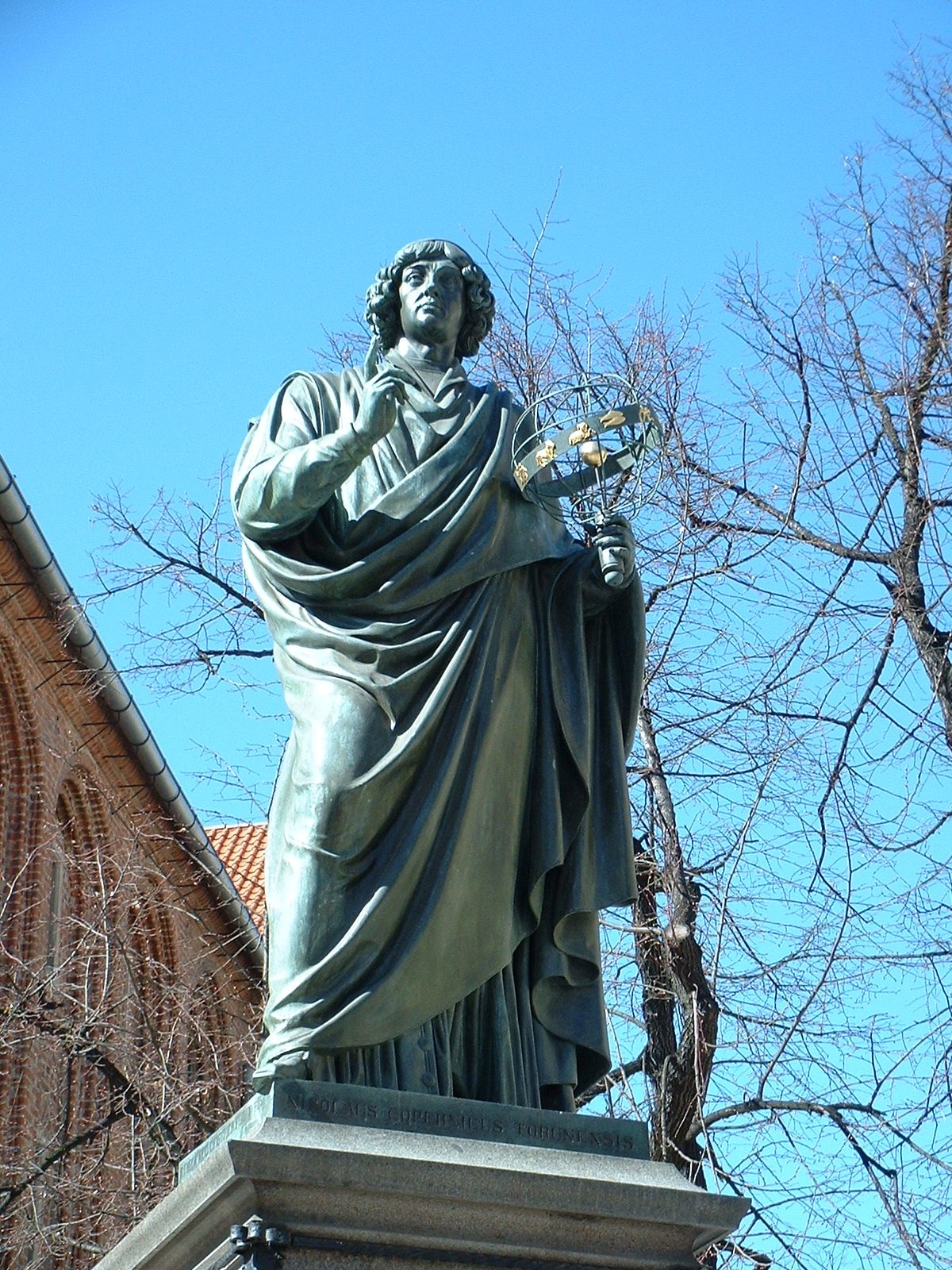
Пам'ятник у Торуні
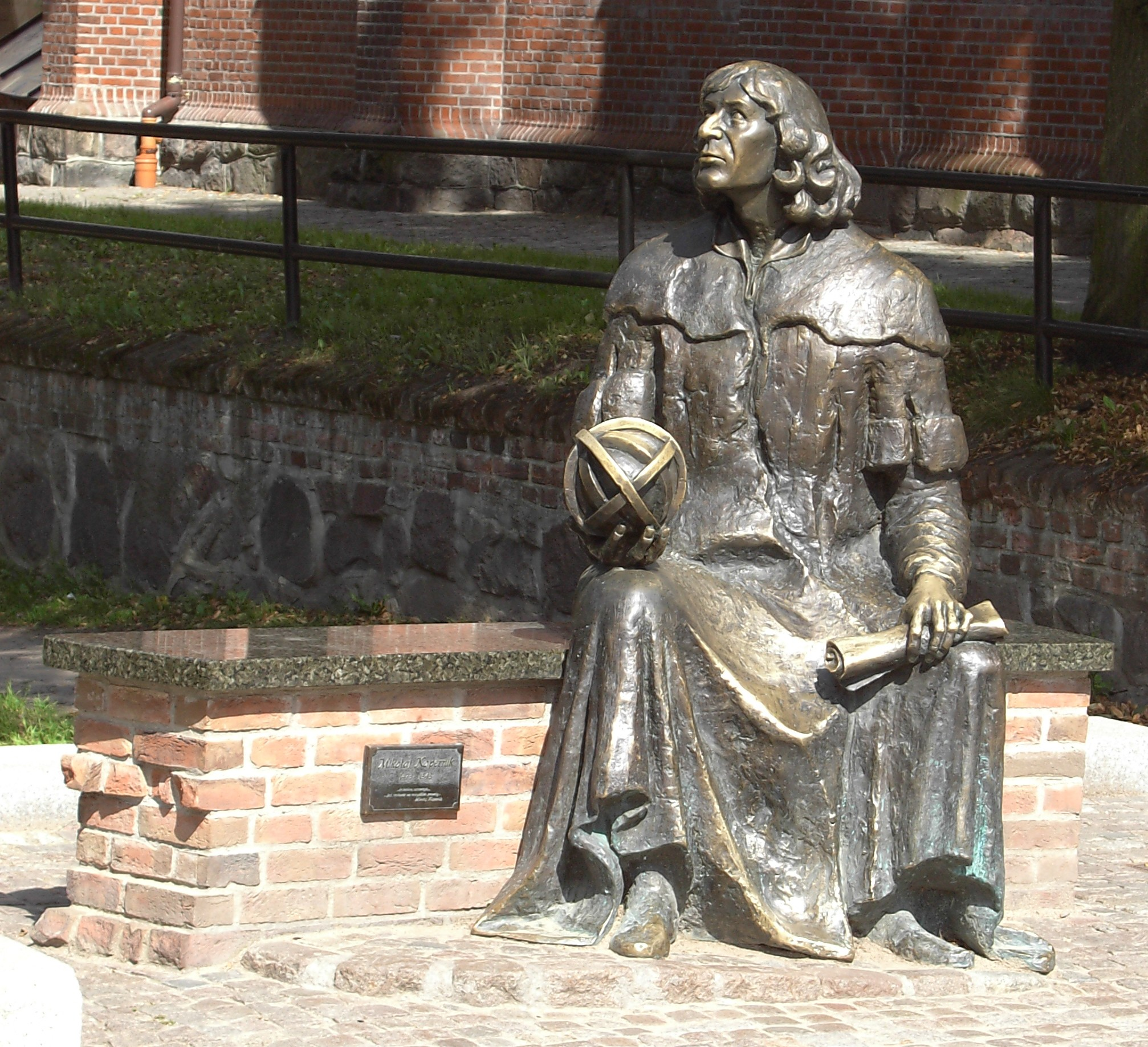
Пам'ятник в Ольштині
  - Пам'ятник у Кракові
  - Пам'ятник у Торуні
  - Пам'ятник в Ольштині

## Цікаві факти
За повідомленнями Ассошіейтед прес, в середині червня 2008 року на аукціоні «Крістіз» у Нью-Йорку продали трактат Миколая Коперника «Про обертання небесних сфер» (лат. De Revolutionibus Orbium Coelestium). Фоліант, видрукований 1543 року, на початку торгів оцінювали у 1—1,2 млн доларів. Його власником був відомий колекціонер і астроном-любитель Річард Ґрін. Під час торгів кінцева вартість лоту досягла 2,2 млн доларів, ім'я ж нового власника лишилось невідомим.
В серпні 2024 року, як повідомило видання Daily Mail, у Польщі знайдено 500-річний компас, який, імовірно, належав астроному Миколі Копернику. Компас, виготовлений із мідного сплаву, виявили археологи-аматори в кімнаті під садами замку Фромборк XIV ст., що збігається з місцем, де вчений проводив свої спостереження та зробив свої найважливіші астрономічні відкриття.

## Додаткова література
- Герасимович Борис. — Революція Коперника // «Червоний шлях» № 2.  — Харків, 1923.
- Українська радянська енциклопедія : у 12 т. / гол. ред. М. П. Бажан ; редкол.: О. К. Антонов та ін. — 2-ге вид. — К. : Головна редакція УРЕ, 1974–1985. — К., 1980. — Т. 5. — С. 391.
- Азархін В. А., Горський В. С. Коперник. Бруно. Галілей. — Київ : Наукова думка, 1974. — 198 с. — 18500 прим.
- Система світу Коперника та сучасна астрономія [Збірник статей] / Відп. ред. Є. П. Федоров. — Київ : Наукова думка, 1973. — С. 143. — 1000 прим.
- Biliński Bronisław. Najstarszy życiorys Mikołaja Kopernika z roku 1588 pióra Bernardina Baldiego. — Wrocław : Zakład Narodowy im. Ossolińskich, 1973. (пол.)
- Dobrzycki Jerzy, Hajdukiewicz Leszek. Kopernik Mikołaj (1473—1543) // Polski Słownik Biograficzny. — Wrocław — Warszawa — Kraków : Zakład Narodowy Imienia Ossolińskich, Wydawnictwo Polskiej Akademii Nauk, 1968. — T. XIV/1, zeszyt 60. — S. 3—16. (пол.)
- Gingerich Owen, MacLachlan James. Nicolaus Copernicus. Making the earth a planet. — Oxford University Press, USA. ISBN 0-19-516173-4 (англ.)
- Górski Karol. Dom i środowisko rodzinne Mikołaja Kopernika. Toruń — Poznań : Państ. Wydaw. Naukowe, 1987. (пол.)
- Rudnicki Józef, Tł. B. W. A. Massey. Nicholas Copernicus. — London : The Copernicus Quatercentenary Celebration Committee, 1943. (англ.)
- Sikorski Jerzy. Prywatne życie Mikołaja Kopernika. — Warszawa : Prószyński i S-ka, 1995. (пол.)
- Веселовский И. Н., Белый Ю. А. Коперник, 1473—1543. — М. : Наука, 1974. (рос.)
- Гребеников Е. А. Николай Коперник. — М. : Наука, 1982. (рос.)
- Николай Коперник (1473—1543). К 400-летию со дня смерти. — М.-Л.: Изд. АН СССР, 1947. (рос.)
- Коперник, Ніколай // Філософський енциклопедичний словник / В. І. Шинкарук (гол. редкол.) та ін ; Інститут філософії імені Григорія Сковороди НАН України. — Київ : Абрис, 2002. — 742 с. — 1000 екз. — ББК 87я2. — ISBN 966-531-128-X.